# Liste de clubs brésiliens de football par championnat
Cet article liste les clubs brésiliens de football par championnat.

## Série A2019
| - Atlético Mineiro (Belo Horizonte, MG) - CSA (Maceió, AL) - Atlético Paranaense (Curitiba, PR) - EC Bahia (Salvador, BA) - Botafogo FR (Rio de Janeiro, RJ) | - Ceará SC (Fortaleza, CE) - Chapecoense (Chapecó, SC) - SC Corinthians (São Paulo, SP) - Cruzeiro EC (Belo Horizonte, MG) - CR Flamengo (Rio de Janeiro, RJ) | - Fluminense FC (Rio de Janeiro, RJ) - Grêmio Porto Alegre (Porto Alegre, RS) - SC Internacional (Porto Alegre, RS) - CR Vasco da Gama (Rio de Janeiro, RJ) - Avaí FC (Florianópolis, SC) | - Goiás EC (Goiânia, GO) - SE Palmeiras (São Paulo, SP) - Santos FC (Santos, SP) - São Paulo FC (São Paulo, SP) - Fortaleza EC (Fortaleza, CE) |

## Série B2019
| - América Mineiro (Belo Horizonte, MG) - Atlético Goianiense (Goiânia, GO) - Botafogo FC (Ribeirão Preto, SP) - CA Bragantino (Bragança Paulista, SP) - Brasil de Pelotas (Pelotas, RS) | - Coritiba FBC (Curitiba, PR) - CRB (Maceió, AL) - Criciúma EC (Criciúma, SC) - Cuiabá EC (Cuiabá, MT) - Figueirense FC (Florianópolis, SC) | - Guarani FC (Campinas, SP) - Londrina EC (Londrina, PR) - Oeste FC (Barueri, SP) - Operário Ferroviário (Ponta Grossa, PR) - Paraná Clube (Curitiba, PR) | - Ponte Preta (Campinas, SP) - EC São Bento (Sorocaba, SP) - Sport Recife (Recife, PE) - Vila Nova FC (Goiânia, GO) - EC Vitória (Salvador, BA) |

## Série C2019

### Groupe A
| - ABC (Natal, RN) - Botafogo FC (João Pessoa, PB) | - AD Confiança (Aracaju, SE) - Ferroviário AC (Fortaleza, CE) | - Globo FC (Ceará-Mirim, RN) - Sociedade Imperatriz (Imperatriz, MA) | - Náutico Capibaribe (Recife, PE) - Sampaio Corrêa FC (São Luís, MA) | - Santa Cruz FC (Recife, PE) - Treze FC (Campina Grande, PB) |

### Groupe B
| - Atlético Acreano (Rio Branco, AC) - Boa Esporte (Varginha, MG) | - EC Juventude (Caxias do Sul, RS) - Luverdense EC (Lucas do Rio Verde, MT) | - Paysandu SC (Belém, PB) - Clube do Remo (Belém, PB) | - EC São José (Porto Alegre, RS) - Tombense FC (Tombos, MG) | - Volta Redonda FC (Volta Redonda, RJ) - Ypiranga de Erechim (Erechim, RS) |

## Série D2019
- AA Altos (Altos, PI)
- América de Natal (Natal, RN)
- América do Recife (Recife, PE)
- AA Anapolina (Anápolis, GO)
- AA Aparecidense (Aparecida de Goiânia, GO)
- ASA (Arapiraca, AL)
- Atlético Cearense (Fortaleza, CE)
- Atlético Roraima (Boa Vista, RR)
- EC Avenida (Santa Cruz do Sul, RS)
- AD Bahia de Feira (Feira de Santana, BA)
- Barcelona de Vilhena (Vilhena, RO)
- Boavista SC (Saquarema, RJ)
- Bragantino Clube do Pará (Bragança, PA)
- Brasiliense FC (Taguatinga, DF)
- Brusque FC (Brusque, SC)
- AA Caldense (Poços de Caldas, MG)
- Campinense Clube (Campina Grande, PB)
- SER Caxias do Sul (Caxias do Sul, RS)
- Central SC (Caruaru, PE)
- Cianorte FC (Cianorte, PR)
- Corumbaense FC (Corumbá, MS)
- AA Coruripe (Coruripe, AL)
- Fast Clube (Manaus, AM)
- Ferroviária (Araraquara, SP)
- Floresta EC (Fortaleza, CE)
- Fluminense de Feira (Feira de Santana, BA)
- Foz do Iguaçu FC (Foz do Iguaçu, PR)
- Galvez EC (Rio Branco, AC)
- Gaúcho de Passo Fundo (Passo Fundo, RS)
- Hercílio Luz FC (Tubarão, SC)
- Interporto FC (Porto Nacional, TO)
- Iporá EC (Iporá, GO)
- AO Itabaiana (Itabaiana, SE)
- AD Itaboraí (Itaboraí, RJ)
- Ituano FC (Itu, SP)
- EC Jacuipense (Riachão do Jacuípe, BA)
- Joinville EC (Joinville, SC)
- SD Juazeirense (Juazeiro, BA)
- Manaus FC (Manaus, AM)
- Maranhão AC (São Luís, MA)
- Maringá FC (Maringá, PR)
- Moto Club de São Luís (São Luís, MA)
- Grêmio Novorizontino (Novo Horizonte, SP)
- Operário FC (Campo Grande, MS)
- Palmas FR (Palmas, TO)
- CA Patrocinense (Patrocínio, MG)
- AA Portuguesa (Rio de Janeiro, RJ)
- Real Ariquemes (Ariquemes, RO)
- Rio Branco FC (Rio Branco, AC)
- Ríver AC (Teresina, PI)
- Salgueiro AC (Salgueiro, PE)
- Santa Cruz de Natal (Natal, RN)
- Santos-AP (Macapá, AP)
- AD São Caetano (São Caetano do Sul, SP)
- São Raimundo EC-PA (Santarém, PA)
- São Raimundo EC-RR (Boa Vista, RR)